# Mansour Dadullah
Mansour Dadullah är befälhavare för talibanstyrkorna i Afghanistan. Han övertog posten från  Dadullah Akhund som i maj 2007 blev dödad av afghanska regeringsstyrkor. I februari 2008 blev han gripen i Pakistan.
I juni 2007 hävdade han i en intervju för al-Jazira att talibanledaren Usama bin Ladin lever och fortfarande är verksam.